# Luzia Emma Bähler
Luzia Emma Bähler (Bern, 14 maart 1885 - Sigriswil, 10 februari 1970) was een Zwitserse onderwijsstatistica.

## Biografie
Na haar schooltijd in Bern studeerde Luzia Emma Bähler politieke economie aan de Universiteit van Zürich, waar zij in 1911 een doctoraat behaalde bij Heinrich Sieveking. Ten behoeve van de nationale tentoonstelling van 1914 in Bern kreeg zij de opdracht toegewezen om onderwijsstatistieken op te maken. Van 1915 tot 1950 was zij betrokken bij de uitgave van het jaarboek Archiv für das schweizerische Unterrichtswesen van de Konferenz der kantonalen Erziehungsdirektoren, ofwel de Conferentie van kantonnale onderwijsdirecteurs. Bähler publiceerde in deze jaarboeken verschillende vergelijkende studies naar het onderwijsniveau in Zwitserland, waaronder overzichten van de organisatie van de Zwitserse openbare scholen (Die Organisation des öffentlichen Schulwesen der Schweiz) in 1924, 1932 en 1947. Samen met Frida Humbel was ze redactrice van het religieuze en literaire tijdschrift Die Besinnung.

## Werken
- Die Organisation des öffentlichen schweizerischen Schulwesens, 1924.
- Konferenz der kantonalen Erziehungsdirektoren 1898-1948: Kurzer Abriss ihrer Geschichte und ihres Werkes, 1948.

- Gemeinsame Normdatei: 126159173
- Historisch woordenboek van Zwitserland: 009003
- Virtual International Authority File: 35440104